# Perm-36
Perm-36 (ros. Пермь-36) – jeden z najbardziej znanych obozów pracy radzieckiego Gułagu, założony w 1946. W latach 70. i 80. XX wieku słynne miejsce przetrzymywania radzieckich dysydentów i opozycji politycznej. W grudniu 1987 obóz przestał funkcjonować. Od 1994 na terenie dawnego Perm-36 funkcjonuje muzeum obozowe (oficjalna nazwa to Muzeum Historii Represji Politycznych Perm-36), utworzone dzięki staraniom Stowarzyszenia Memoriał.

## Historia

### Działalność obozu pracy
Obóz został założony w 1946, gdy w pobliże wsi Kuczino, nad rzeką Czusowaja, przeniesiono infrastrukturę i więźniów obozu ITK-6. W pierwszym okresie istnienia byli tu zsyłani różni więźniowie, w tym żołnierze Armii Czerwonej z niemieckich obozów jenieckich i koncentracyjnych, czerwonoarmiści, którzy próbowali przedostać się na Zachód oraz inne osoby uznane za wrogów ZSRR. Trafiali tu również księża i zakonnicy. Po śmierci Stalina do Permu-36 zesłano osoby „odpowiedzialne” za „okresy błędów i wypaczeń”. W latach siedemdziesiątych obóz stał się jednym z głównych ośrodków przetrzymywania dysydentów i obrońców praw człowieka. Wówczas otrzymał on nowy, tajny kryptonim: WS-389/36 (ros. ВС-389/36). W tym czasie wewnętrzny karcer stał się jedynym w całym ZSRR oficjalnym miejscem przetrzymywania więźniów politycznych o zaostrzonym rygorze.
Pierwsi więźniowie polityczni trafili do obozu w lipcu 1972. Ostatni opuścili go w 1987 na podstawie ułaskawienia. Nieliczni, którzy odmówili złożenia prośby o ułaskawienie zostali jeszcze na pewien czas przeniesieni do pobliskiego obozu Perm-35. Swoje wyroki w obozie odsiadywali między innymi znany rosyjski działacz na rzecz praw człowieka Siergiej Kowalow oraz litewski dysydent Balys Gajauskas. W Perm-36, w niewyjaśnionych okolicznościach, w trakcie głodówki, w 1985 zmarł ukraiński poeta Wasyl Stus.

### Powstanie muzeum
Po 1988 część budynków zaadaptowano na szpital dla psychicznie chorych. W latach 90. XX wieku na terenie byłego łagru, z inicjatywy byłych więźniów i permskiego oddziału Stowarzyszenia Memoriał powstało muzeum, mające na celu upamiętnienie represji politycznych z czasów ZSRR. Było to jedyne w Rosji muzeum obozów sowieckich powstałe na terenie dawnego obozu. Prowadziło szeroko zakrojoną działalność przede wszystkim edukacyjną, ale także refleksję nad kwestią praw człowieka, demokracji i społeczeństwa obywatelskiego. Największym dorocznym wydarzeniem był organizowany pod koniec lipca festiwal „Pilorama”. Administracja muzealna, jako organizacja pozarządowa, mieściła się w mieście Perm.
W lipcu, na terenie byłego łagru, odbywał się festiwal „Pilorama” (od nazwy machiny piłującej, przy której pracowali więźniowie, której resztki stoją na placu pracy), który skupiał kilka tysięcy osób – głównie byłych więźniów i dysydentów, działaczy demokratycznych i studentów – wokół dyskusji na tematy związane z prawami człowieka, z rozwojem społeczeństwa obywatelskiego, z trudnymi kartami rosyjskiej i sowieckiej historii oraz rozwojem demokracji. Podczas festiwalu miały miejsce również koncerty muzyki rockowej i alternatywnej, pokazy teatralne, filmowe, spotkania poezji. W 2009 podczas tego festiwalu odbyła się pierwsza masowa projekcja w Rosji filmu Katyń w reżyserii Andrzeja Wajdy.
Pod koniec 2013 gubernator Kraju Permskiego zdecydował o upaństwowieniu muzeum, zmianie jego organów, m.in. pod hasłem zrównoważenia narracji poprzez włączenia do nich reprezentacji byłych strażników. Realna działalność miała jakoby odbywać się we współpracy organizacji pozarządowej, która utworzyła instytucję muzealną i organów państwowych, jednak od tego czasu działalność muzeum została na terenie obozu de facto zawieszona. W 2015 muzeum zostało wpisane na listę organizacji agenturalnych, ze względu na granty otrzymywane z zagranicy. Jego odwołanie zostało negatywnie rozpatrzone jeszcze w 2015. O zlikwidowanie muzeum łagru zabiegali lokalni działacze Komunistycznej Partii Federacji Rosyjskiej. Udało się jednak zachować istnienie placówki. Od 1 stycznia 2019 muzeum Perm-36 funkcjonuje w nowym statusie. W 2016 placówka została uznana przez rosyjskie ministerstwo sprawiedliwości za zagraniczną agenturę.

W 2018 muzeum odwiedziło 930 zagranicznych turystów z 48 krajów świata. 

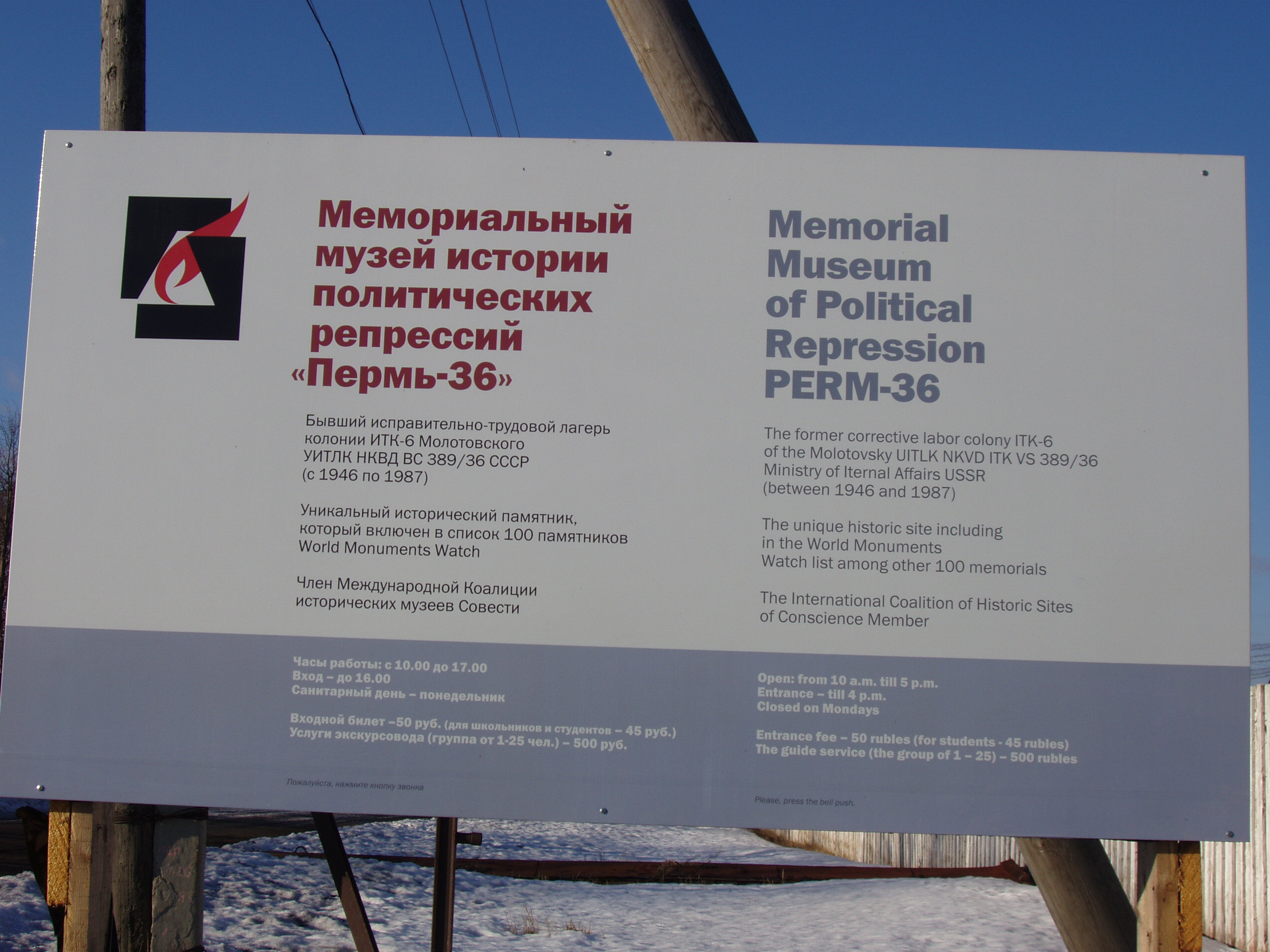
Banner reklamujący muzeum w 2007
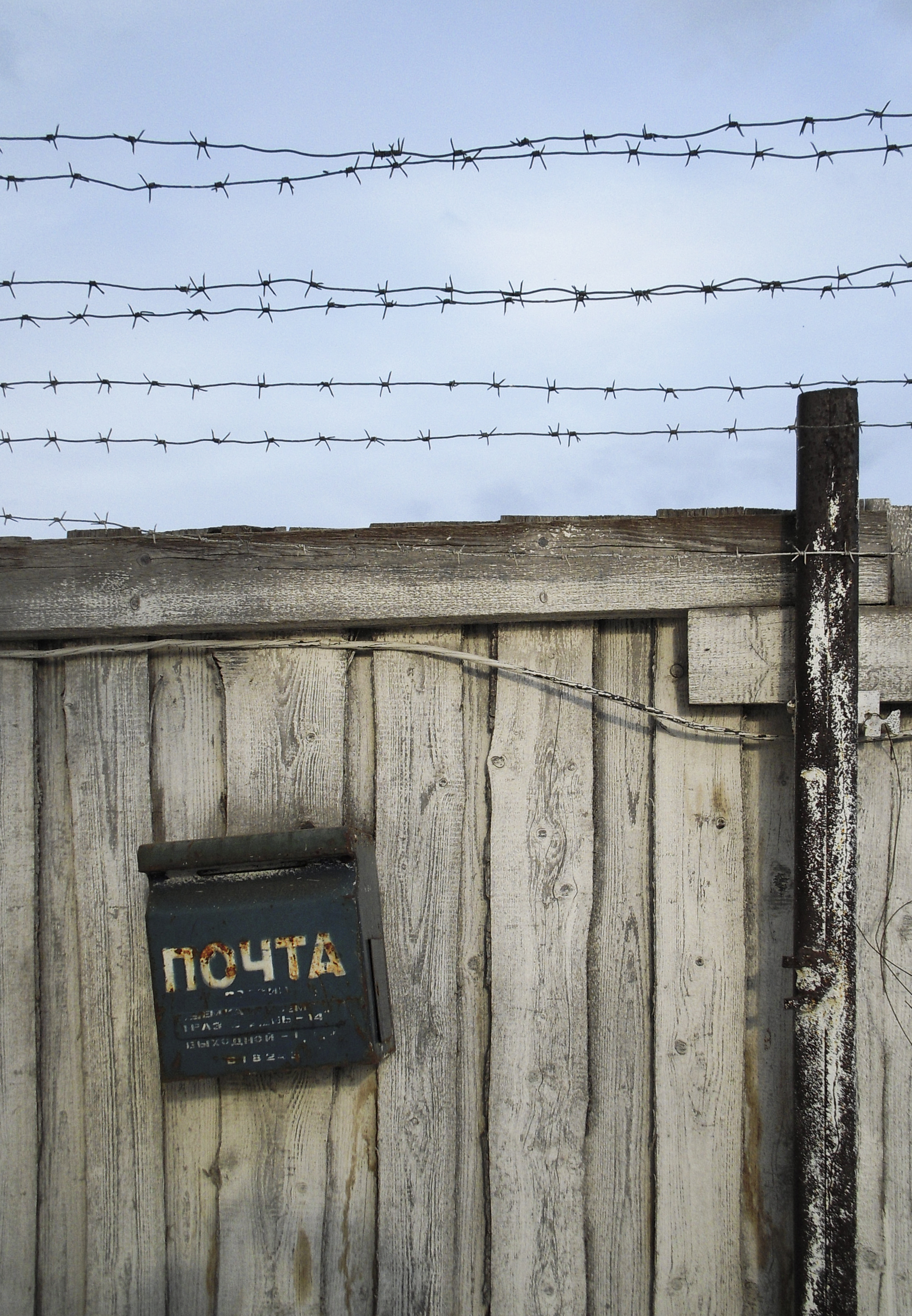
Skrzynka pocztowa umieszczona na obozowym ogrodzeniu
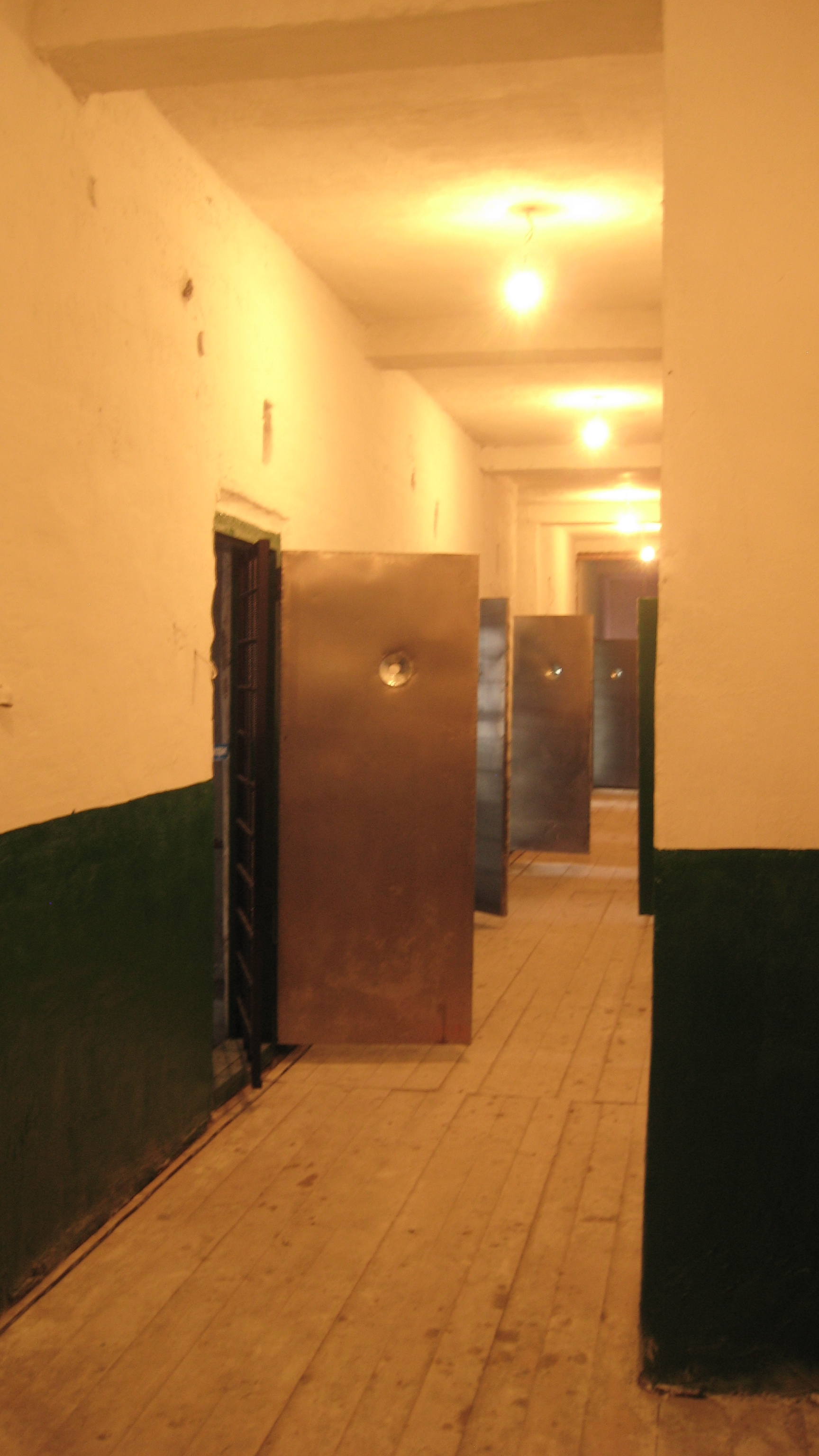
Cela obozowa, w której przebywał i zmarł poeta Wasyl Stus
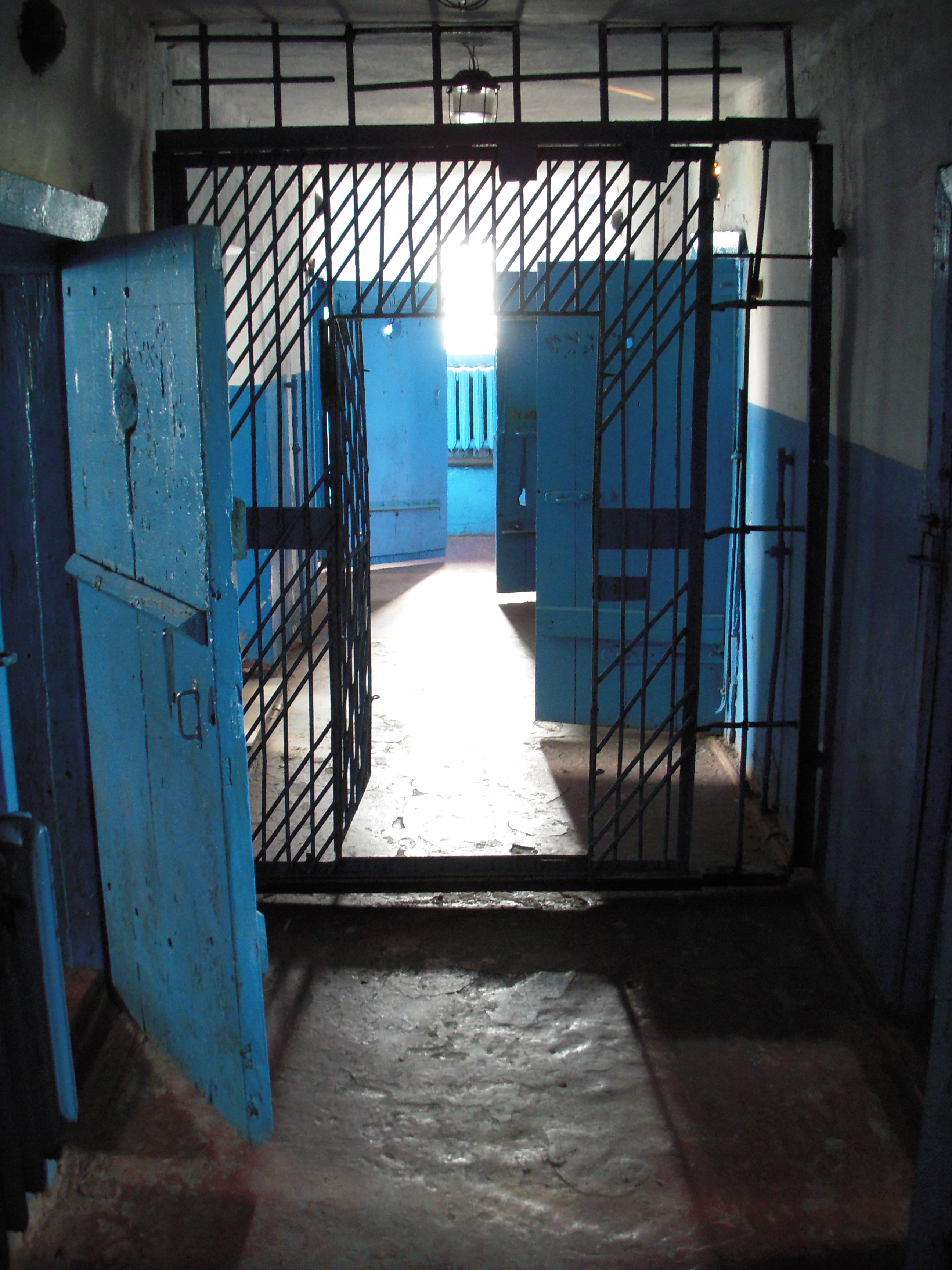
Korytarz w wewnętrznym karcerze dla więźniów politycznych
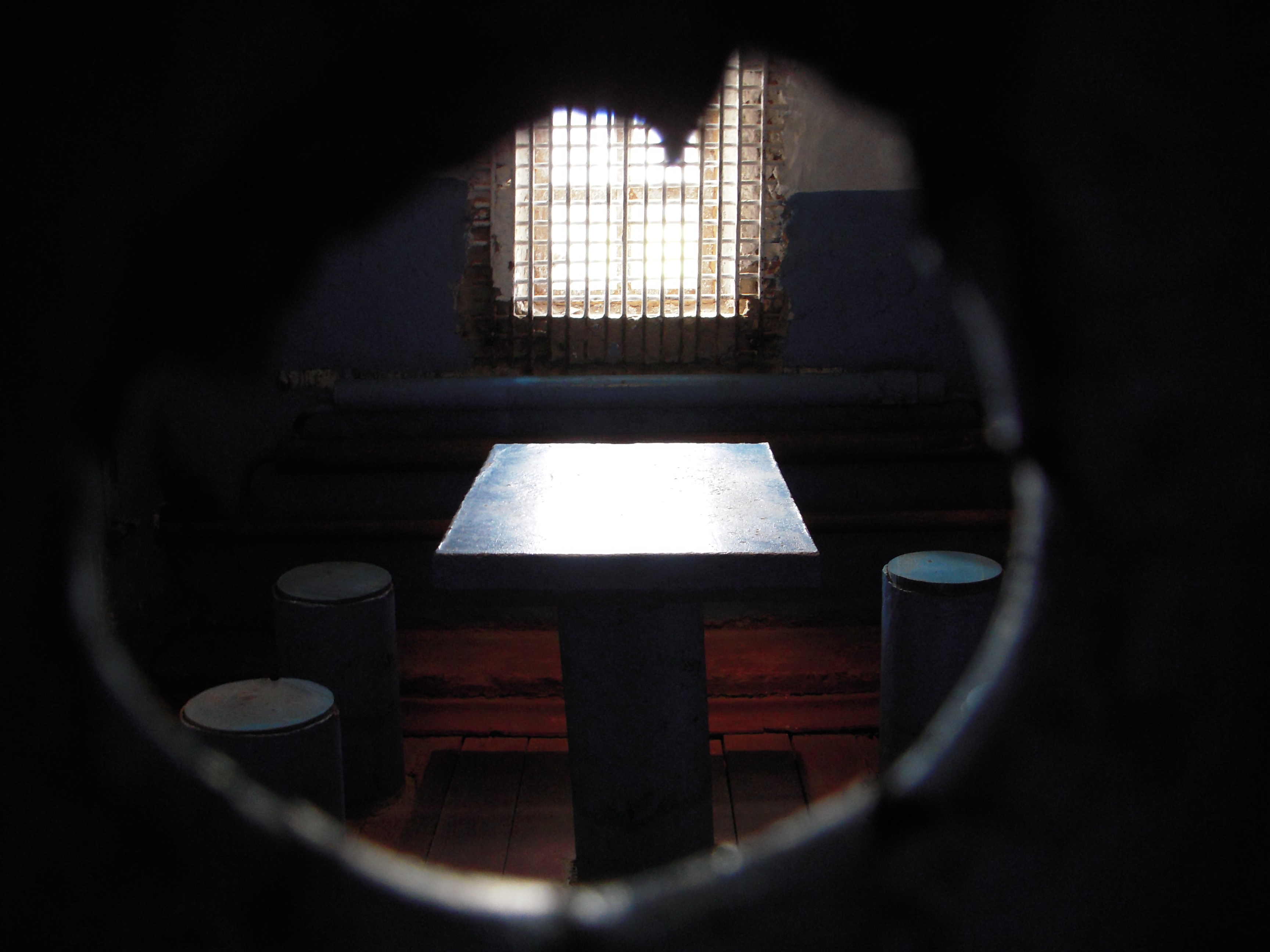
Widok wnętrza celi o zaostrzonym rygorze dla więźniów politycznych
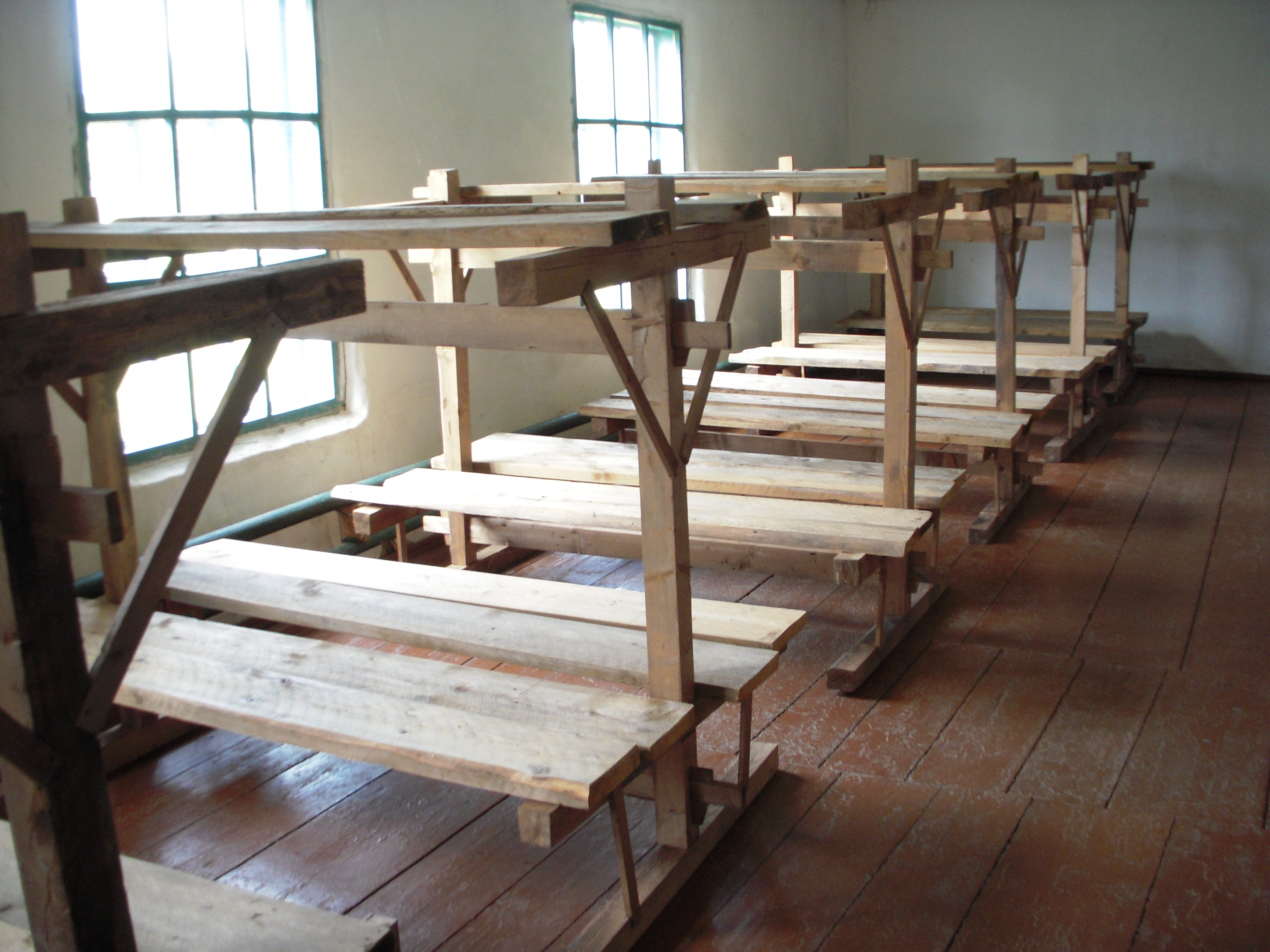
Rekonstrukcja jednego z baraków obozowych
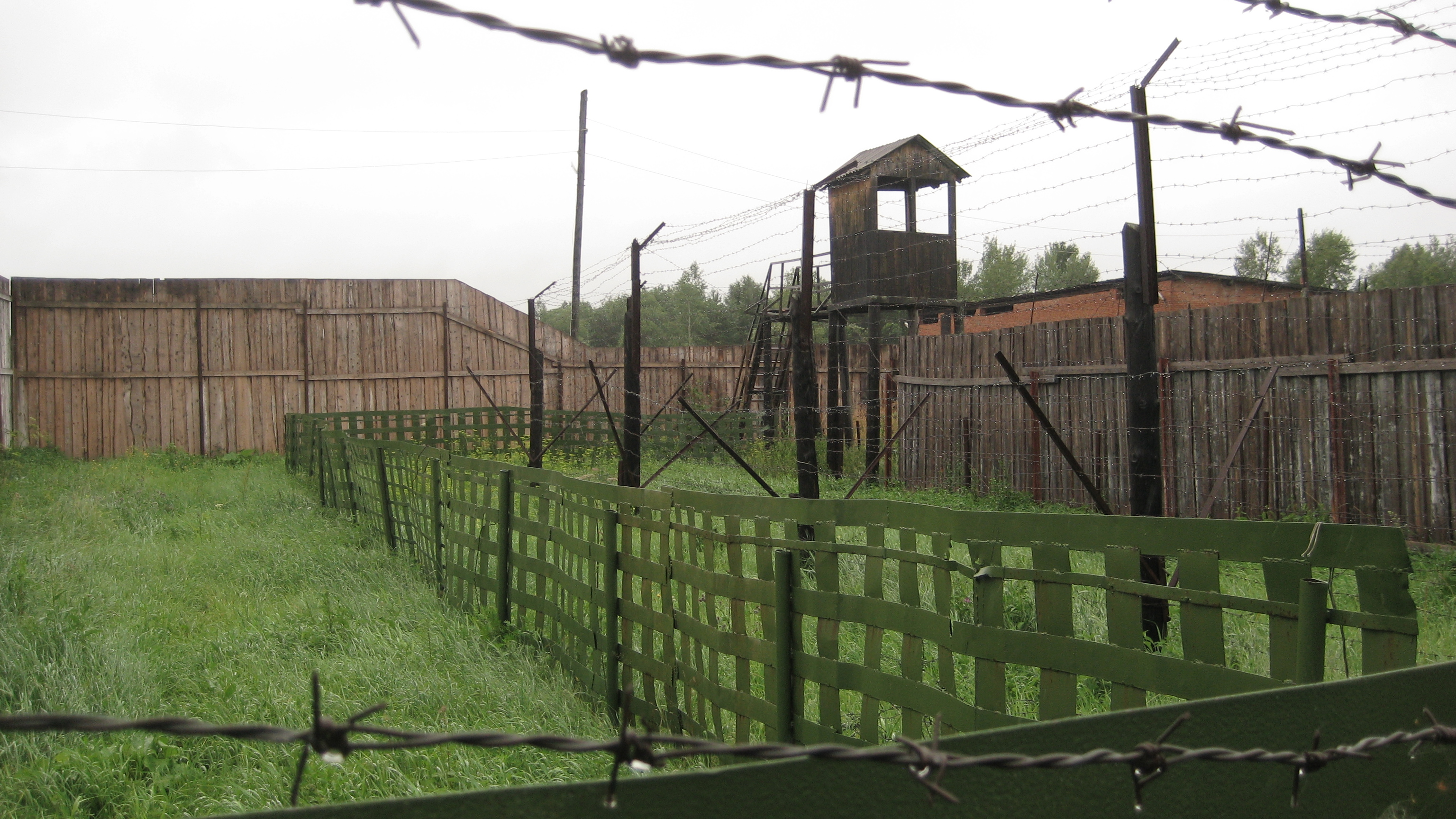
Ogrodzenie i obozowa wieża strażnicza